# 長門湯本站
長門湯本站（日语：／ Nagato-Yumoto eki */?）是位於山口縣長門市深川湯本字三反田，西日本旅客鐵道（JR西日本）的美禰線車站。
在美禰線設有急行列車時代，急行「三瓶」和「秋吉」停靠此站。此站是長門湯本溫泉、俵山溫泉的玄關口。

## 歷史
- 1924年（大正13年）3月23日 - 美禰線（在1963年，日文寫法變為[1]）於福站至正明市站（現時：長門市站）之間開通，此站啟用。
  - 當時車站位於山口縣大津郡深川村（日语：深川町 (山口県)）深川湯本字三反田。
- 1928年（昭和3年）11月1日 - 深川村實施町制，成為深川町（日语：深川町 (山口県)），車站地址變為山口縣大津郡深川町深川湯本字三反田。
- 1954年（昭和29年）3月31日 - 隨著長門市（第一次）成立，車站地址變為山口縣長門市深川湯本字三反田。
- 1987年（昭和62年）4月1日 - 伴隨國鐵分割民營化，車站由西日本旅客鐵道（JR西日本）營運[1]。
- 2005年（平成17年）3月22日 - 隨著長門市（第二次）成立，車站地址變成現時的地址。
- 2010年（平成22年）7月15日 - 因大雨使厚狹川泛濫，橋樑被沖毀，全線不能通行，此站暫停營業。
- 2011年（平成23年）9月26日 - 全線重開，此站重開。

## 車站構造
車站是一座地面車站，設有1面1線的單式月台，長門市方向的列車會開啟左邊車門。曾經此站設有2面2線的相對式月台，後來車站大樓對面的路軌撒走，變成花壇。此站是由長門鐵道部管理的無人車站，此站曾經設有車站職員當值。曾經在站外商店可購買車票，在2012年3月31日終止售賣。

## 車站周邊
車站距離長門湯本溫泉溫泉街北邊約500米（步行約5分鐘）。車站周邊不是溫泉街，為田園和住宅區。此站可步行前往溫泉街，或使用巴士或的士。較少人使用鐵路於此站下車前往，多以使用私家車或觀光巴士前往，若使用鐵路前往，多在新山口站等轉乘由溫泉旅館提供的接送巴士前往。
站前設有國道316號舊道（現時為市道）。車站南邊設有山口縣道34號下關長門線。大寧寺位於車站西南方約2公里。
站前市道上設有山電交通巴士路線行走。站前設有「長門湯本站」巴士站。巴士路線可前往俵山溫泉。

## 利用狀況
以下為近年的乘車人次列表。
| 年度 | 1日平均 乘車人次 |
| ---- | ---------------- |
| 1999 | 43               |
| 2000 | 53               |
| 2001 | 45               |
| 2002 | 44               |
| 2003 | 45               |
| 2004 | 39               |
| 2005 | 35               |
| 2006 | 30               |
| 2007 | 30               |
| 2008 | 29               |
| 2009 | 29               |
| 2010 | 20               |
| 2011 | 29               |
| 2012 | 26               |
| 2013 | 26               |
| 2014 | 25               |
| 2015 | 20               |
| 2016 | 20               |
| 2017 | 21               |
| 2018 | 21               |
| 2019 | 18               |

## 相鄰車站
西日本旅客鐵道（JR西日本）
■美禰線
澀木－長門湯本－板持

## 注腳
1. 1 2  歴史でめぐる鉄道全路線 国鉄・JR 7号、21頁
2. ↑  山口県統計年鑑 （页面存档备份，存于）（日語） - 山口縣

## 外部連結
- 長門湯本｜車站資訊：JR出門網 - 西日本旅客鐵道（日語）